# Грозан ја 4
Грозан ја 4 (енгл. Despicable Me 4) америчка је анимирана филмска комедија из 2024. Режију потписује Крис Рено, по сценарију Мајка Вајта и Кена Даурија. Наставак је филма Грозан ја 3 (2017) и шести део франшизе Грозан ја. Гласове позајмљују: Стив Карел, Кристен Виг, Пјер Кофен, Џои Кинг, Миранда Козгроув, Софија Вергара, Стив Куган, Стивен Колбер, Крис Рено, Медисон Полан, Дејна Гајер, Клои Фајнман и Вил Ферел.
У филму, Гру (Карел) и његова породица су приморани да се преселе у сигурну кућу да би се сакрили од Максима ле Мала (Ферел), старог школског друга и Груовог ривала који тражи освету са својом девојком Валентином (Вергара). У исто време, једна од нових комшиница, Попи Прескот (Кинг) намерава да натера Груа да јој помогне да се упише у његову стару школу.
Премијера је приказана 9. јуна 2024. у Њујорку. Приказивање у биоскопима је започело 3. јула у Сједињеним Америчким Државама, односно 27. јуна у Србији.

## Радња
Гру и Луси и њихове девојчице — Марго, Едит и Агнес — добијају новог члана породице, Груа млађег, коме је намера да мучи свог оца.

## Гласовне улоге
| Улога            | Енглески глас    | Српски глас |
| ---------------- | ---------------- | ----------- |
| Фелонијус Гру    | Стив Карел       |             |
| Луси Вајлд       | Кристен Виг      |             |
| Максим ле Мал    | Вил Ферел        |             |
| Попи Прескот     | Џои Кинг         |             |
| Валентина        | Софија Вергара   |             |
| Пери Прескот     | Стивен Колбер    |             |
| Петси Прескот    | Клои Фајнман     |             |
| Марго Гру        | Миранда Козгроув |             |
| Сајлас Рамсботом | Стив Куган       |             |
| Малци            | Пјер Кофен       |             |
| Едит Гру         | Дејна Гајер      |             |
| Агнес Гру        | Медисон Полан    |             |